# Musée des arts islamiques de Monastir
Le musée des arts islamiques de Monastir est un musée situé à Monastir en Tunisie.

## Bâtiment
Le musée se trouve au sein de l'ancien oratoire du ribat de Monastir. Situé au premier étage de son aile sud, il est inauguré le 5 août 1958.

## Collections
Le musée comporte plus de 300 œuvres, notamment des fragments de bois sculpté provenant de la grande mosquée de Kairouan et datant du Xe siècle et du XIe siècle, mais aussi des éléments en stuc issus des sites de Raqqada et d'Al-Mansuriya et datant du IXe siècle et du Xe siècle.
Des stèles funéraires en marbre provenant du cimetière de Monastir et datant du IXe siècle au XIe siècle font aussi partie des collections du musée.
Des feuilles manuscrites du Coran du IXe siècle au XIIe siècle, des verreries fatimides des IXe et Xe siècles, des tissus du IVe siècle au VIe siècle ainsi que des pièces de monnaie en or ou en argent de la même période se trouvent dans les salles du musée,. L'une de ses pièces maîtresses est un astrolobe arabe de fabrication andalouse et daté de 927.

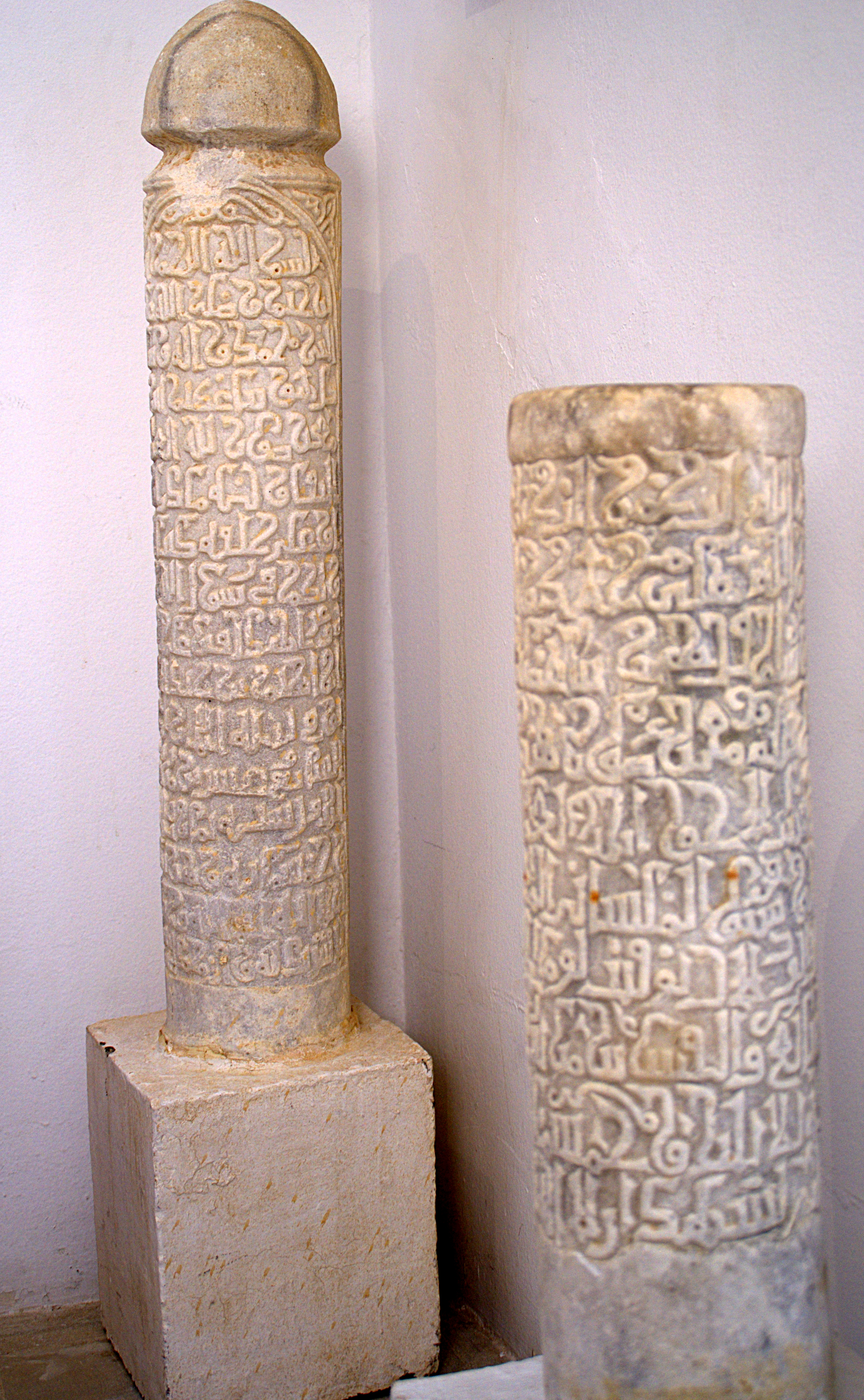
Stèles funéraires épigraphiques.
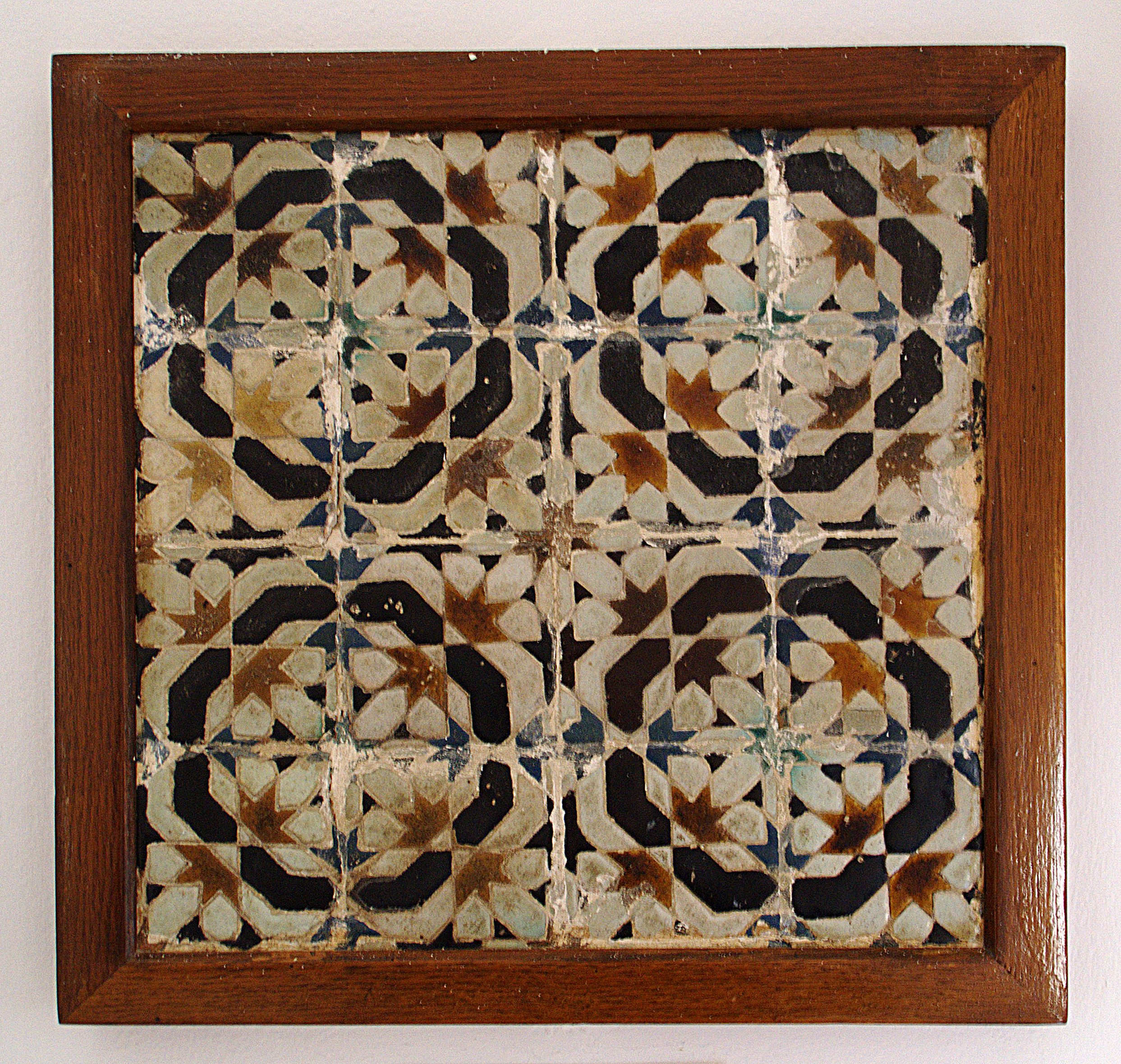
Carreaux de céramique.
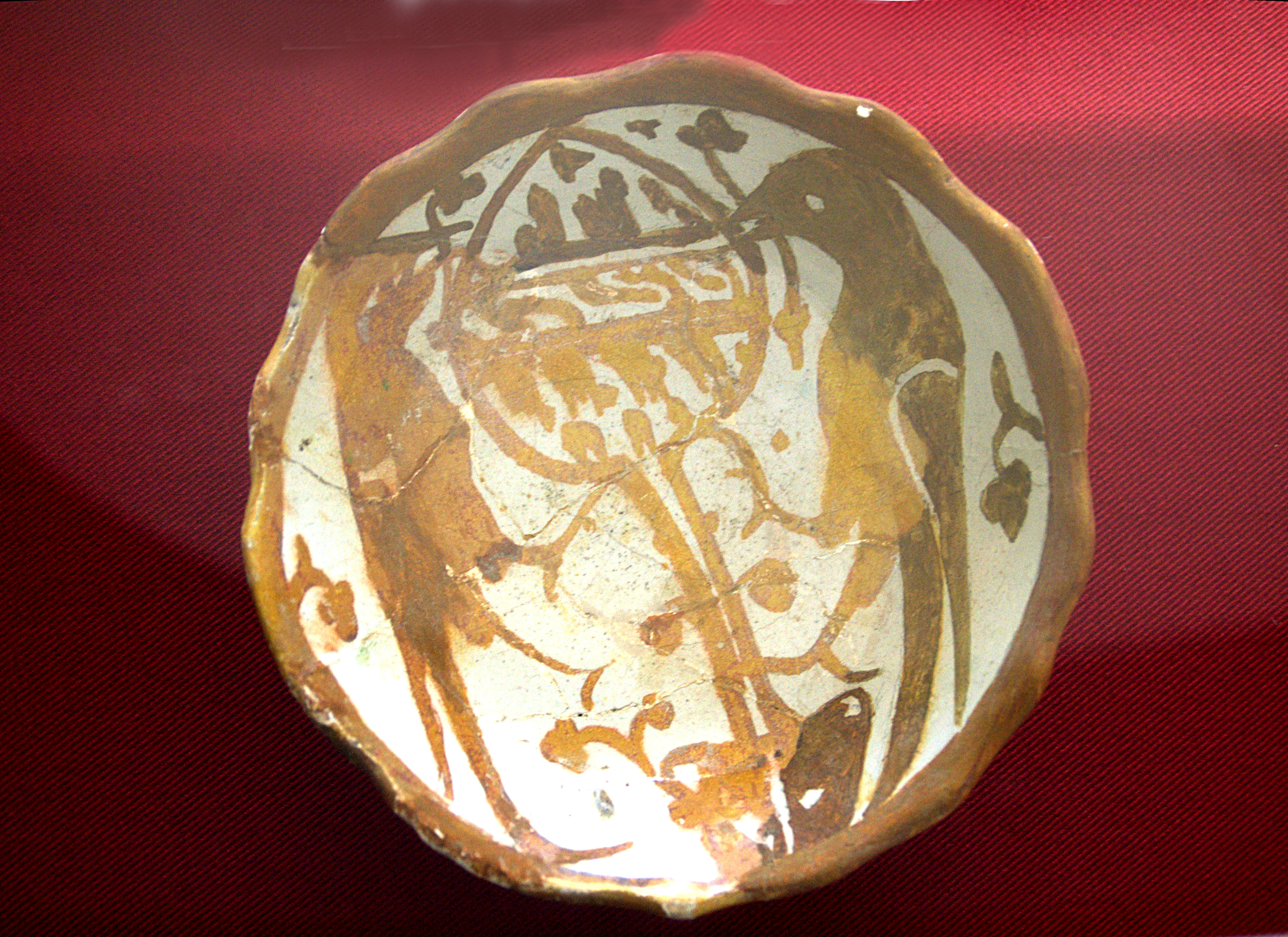
Poterie ornée d'une représentation d'oiseaux.